# Wiege

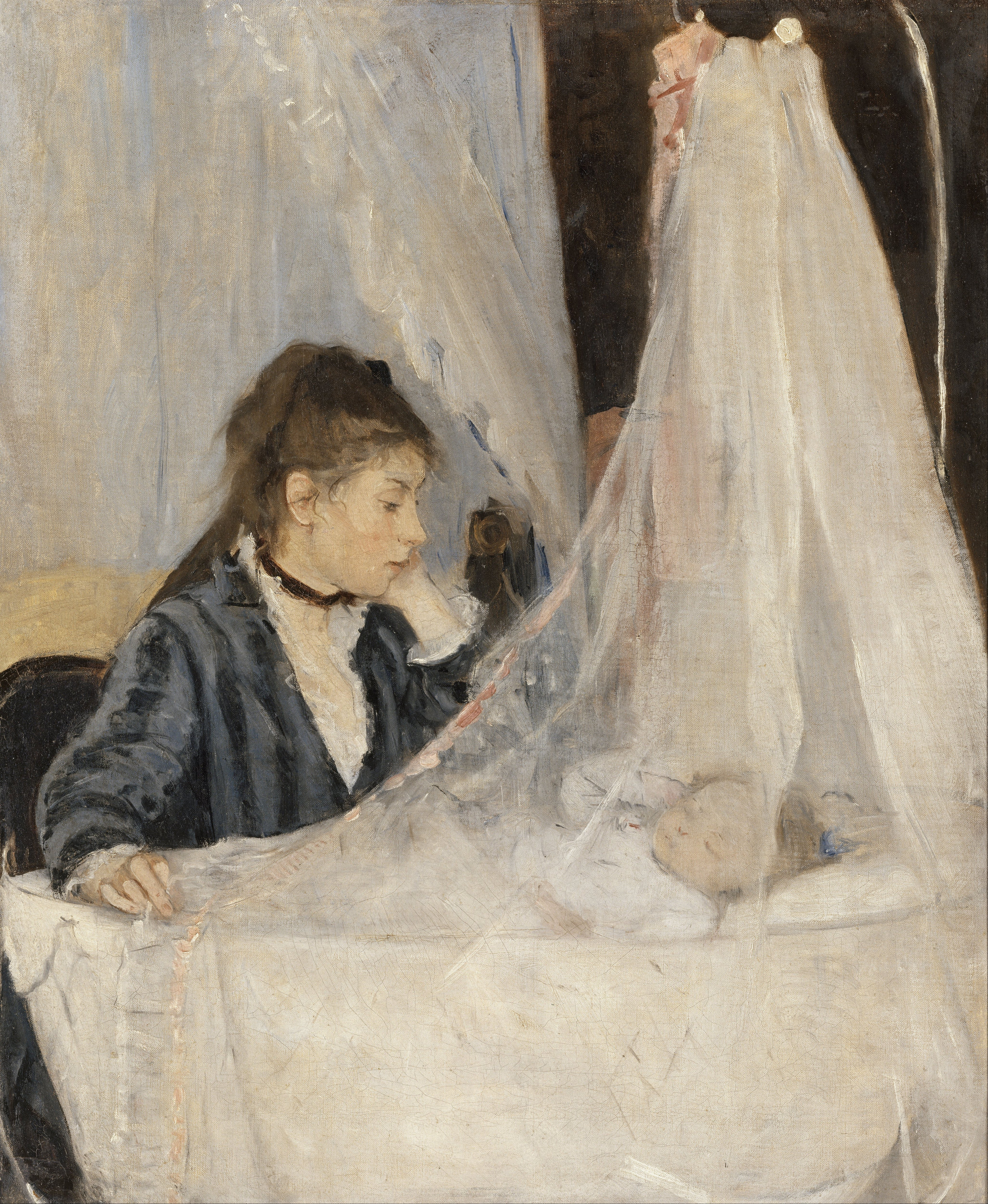
Berthe Morisot, Le berceau (Die Wiege), 1872

Als Wiege bezeichnet man ein meist hölzernes schaukelndes Bett für Babys und Kleinkinder. Charakteristisch ist, dass man dieses Bett von außen schaukeln kann und es auch durch die Eigenbewegungen des Kindes bewegt wird. Allgemein wird angenommen, dass die schaukelnde Bewegung das Kind beruhigt.
Das Wort „Wiege“ kann auch im übertragenen Sinn verwendet werden und bezeichnet dann den Ursprungsort einer Sache oder sozialer Phänomene.

## Geschichte und Formen
Bestimmte Formen der Wiege sind schon aus vormodernen Kulturen belegt, wobei es sich meist um Tragewiegen handelt. Bewegliche Wiegen (z. B. Rollwiegen) wurden bereits in der Antike verwendet. Zahlreiche mittelalterliche und frühneuzeitliche Abbildungen zeigen, dass die Babys gewickelt, d. h. also fest eingeschnürt, in diese Wiegen gelegt wurden. Zusätzlich wurden sie oftmals mit Bändern festgehalten, die über die Wiege geführt wurden, wie es der Arzt Felix Würtz im 16. Jahrhundert beschrieb. Zglinicki zeigt in seiner Monographie zur Wiege zahlreiche Abbildungen, die entsprechende Vorrichtungen zum Festbinden der Babys aufweisen. Die Bänder zum Festbinden der Babys in der Wiege werden mittellateinisch als cunarum vincula, also als Wiegenfesseln bezeichnet. Um 1800 setzte eine Kontroverse über das gesundheitliche Für und Wider des Schaukelns ein und mit dem Aufkommen von Rollbettchen und Kinderwagen verschwand die Wiege aus dem Bürgerhaus, auf dem Lande blieb sie weiter in Gebrauch. Als Puppenmöbel blieben Wiegen auch bis ins 20. Jahrhundert hinein beliebt.
Es gibt zahlreiche Formen der Wiege im Sinne einer Tragevorrichtung. Diese Tragewiegen werden beispielsweise bei den indigenen Völkern Amerikas als cradleboard (deutsch: Wiegenbrett) bezeichnet. Das cradleboard hat einige Entsprechungen bei asiatischen Gruppen und auch bei den Samen, wo diese Vorrichtung als Komse bezeichnet wird.
Eine Sonderform der Wiege stellt die japanische Ejiko dar, ein korbartiger Behälter, in den der Säugling gebunden hineingesetzt  wurde. Die Ejiko enthält mehrere Materiallagen zur Aufnahme von Urin und Kot des Kindes. Manche europäischen und nahöstlichen Wiegen hatten Abfluss- bzw. Drainagevorrichtungen, die dafür sorgten, dass der Urin der Babys abfließen konnte.
Auf zahlreichen europäischen Wiegen waren Pentagramme oder religiöse Zeichen angebracht, wie sie auch sonst zur Dämonenabwehr vielfach an Betten, Türen, Fenstern, Bauwerken etc. vorkamen.
Das Wappen von Groß Schwechten zeigt eine Wiege.
Ein modernes Wiegen-Design entwickelte der Bauhaus-Schüler Peter Keler 1922, als er die Bauhaus-Wiege als Bett mit rundem Stahlrohrrahmen entwarf. Ab Mitte des 20. Jahrhunderts galten Wiegen eine Zeit lang als altmodisch und überholt, in den letzten Jahren erleben sie allerdings eine Renaissance.
Eine Federwiege ist eine Wiege, die an einer Stahlfeder aufgehängt wird und im Unterschied zu klassischen Wiegen oder Stubenwagen nicht vor und zurück, sondern auf und ab wippt.

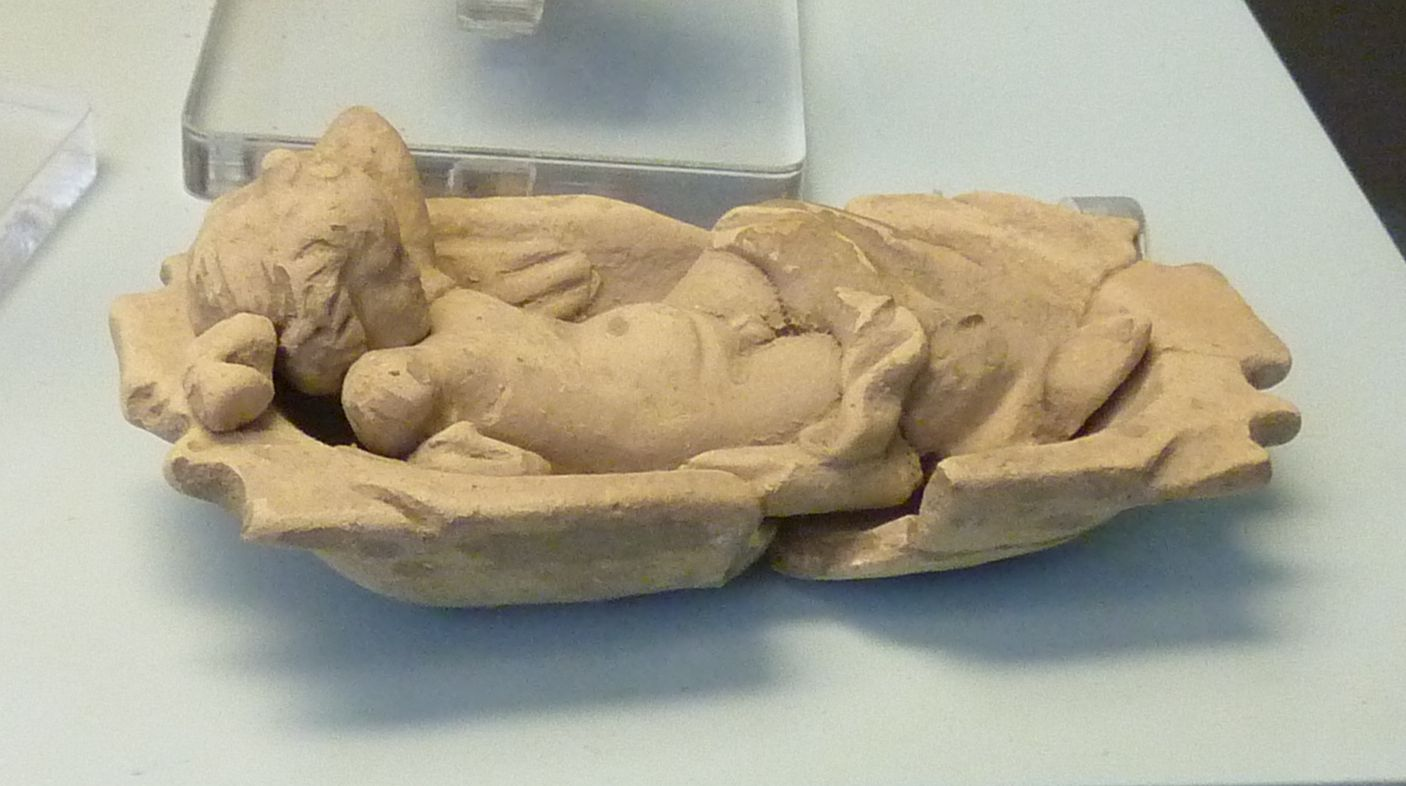
Antike Darstellung eines Kindes in der Wiege in Paestum
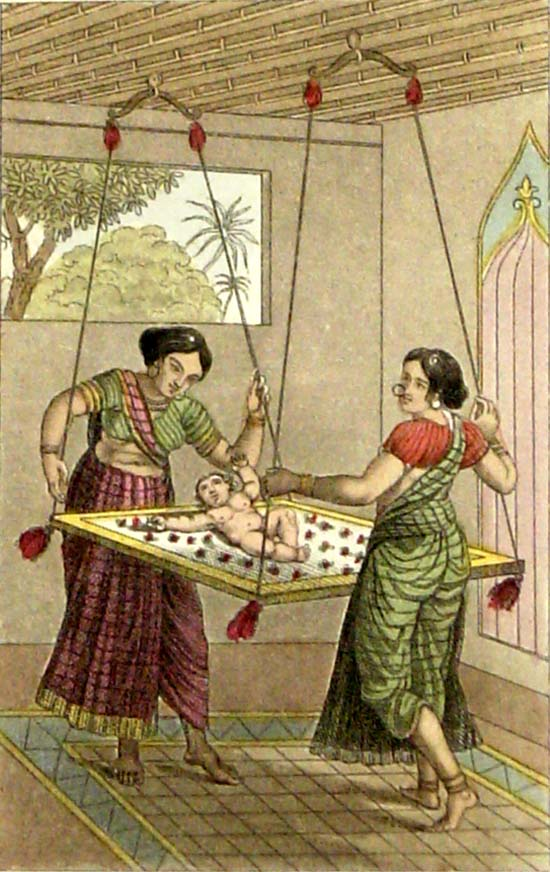
Indische Wiege (Zeichnung von 1820)
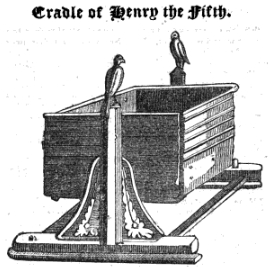
Wiege Heinrichs V. (1386)
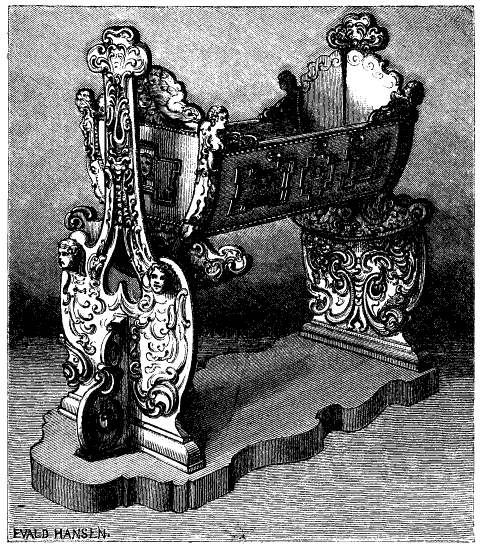
Wiege Karls XII.
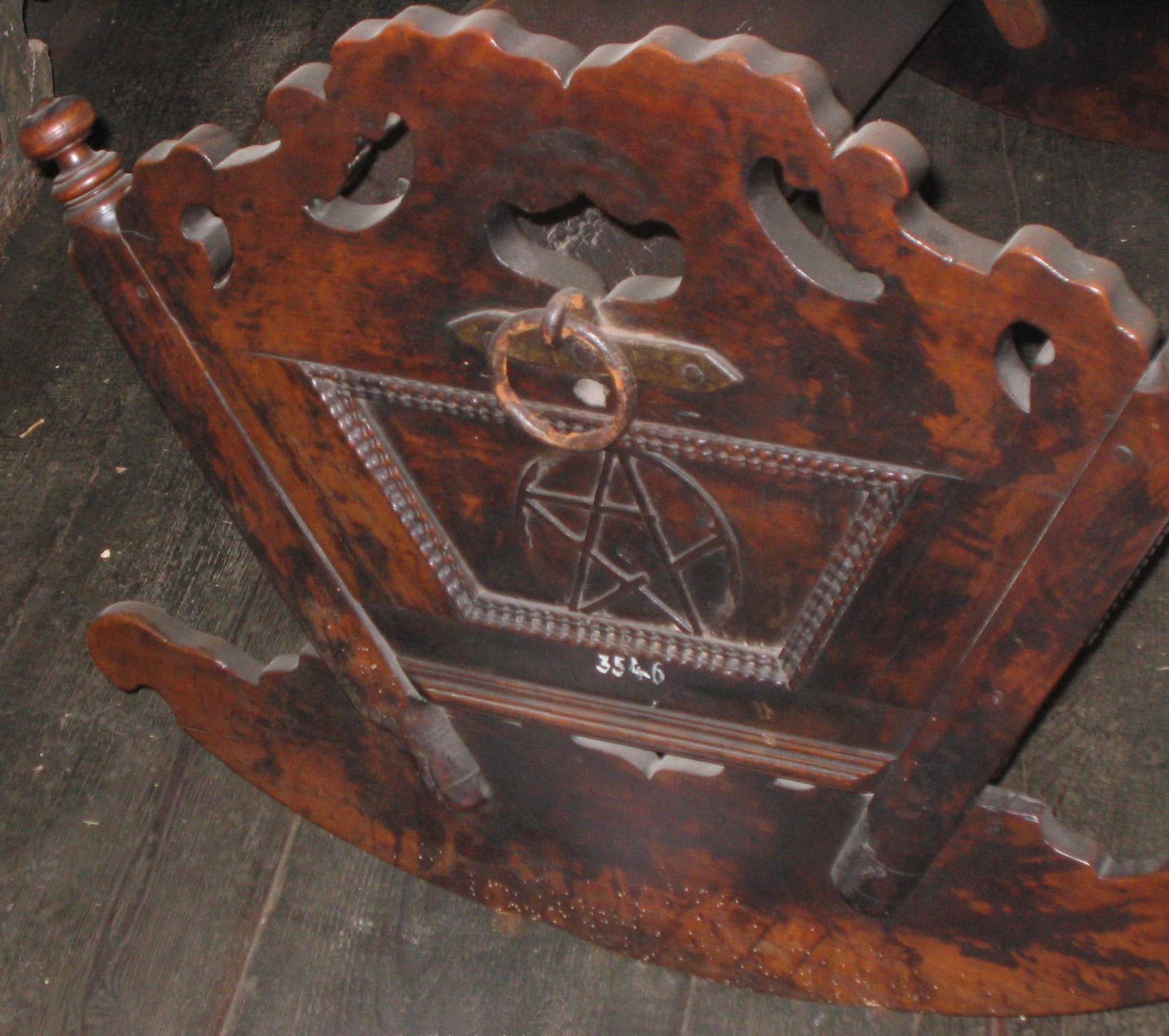
Wiege mit Pentagramm auf Gängel (ca. 1770)
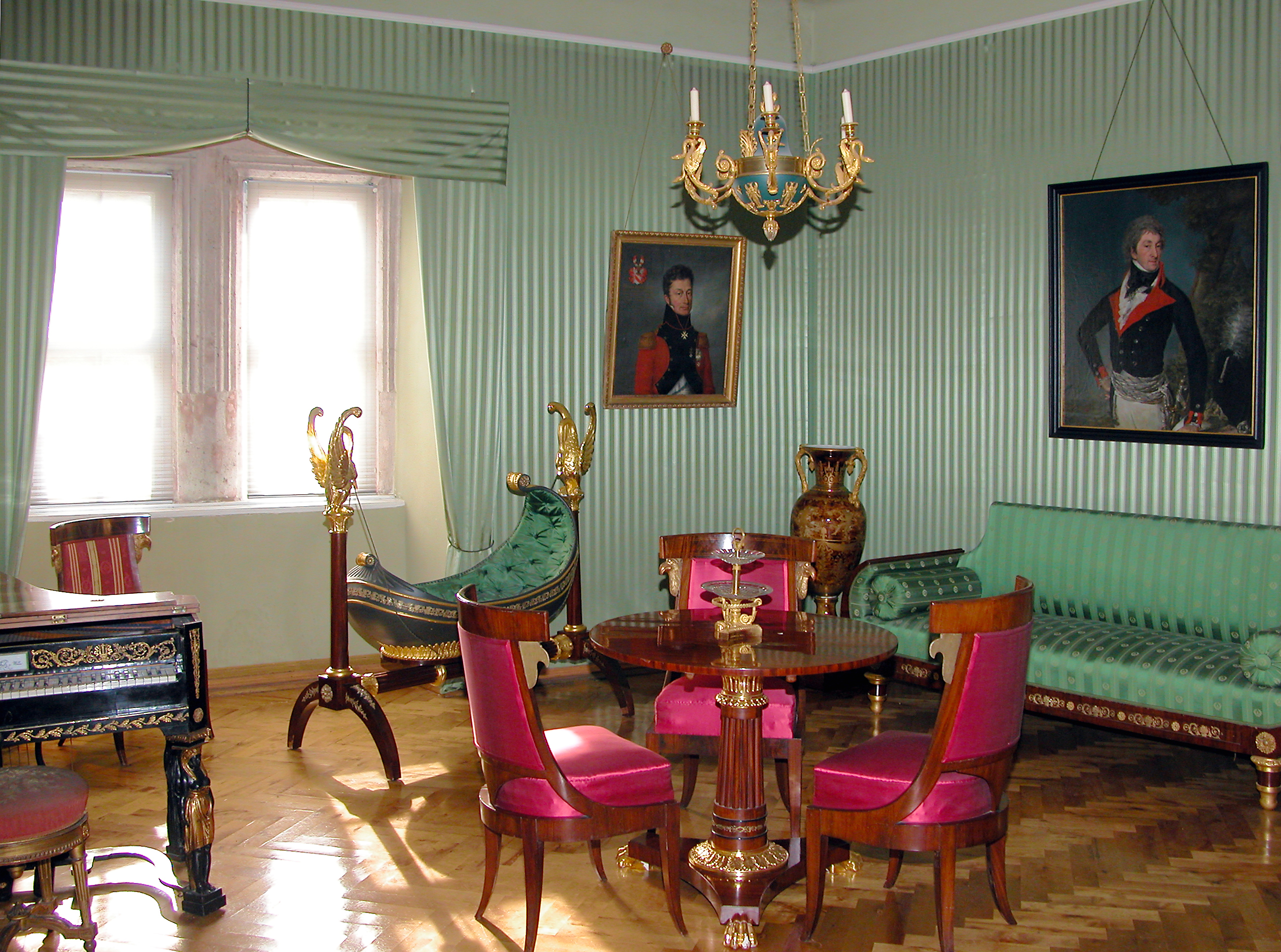
Empire-Zimmer mit Kinderwiege in Schloss Hinterglauchau (Wiege vor 2021 restituiert an Haus Schönburg)
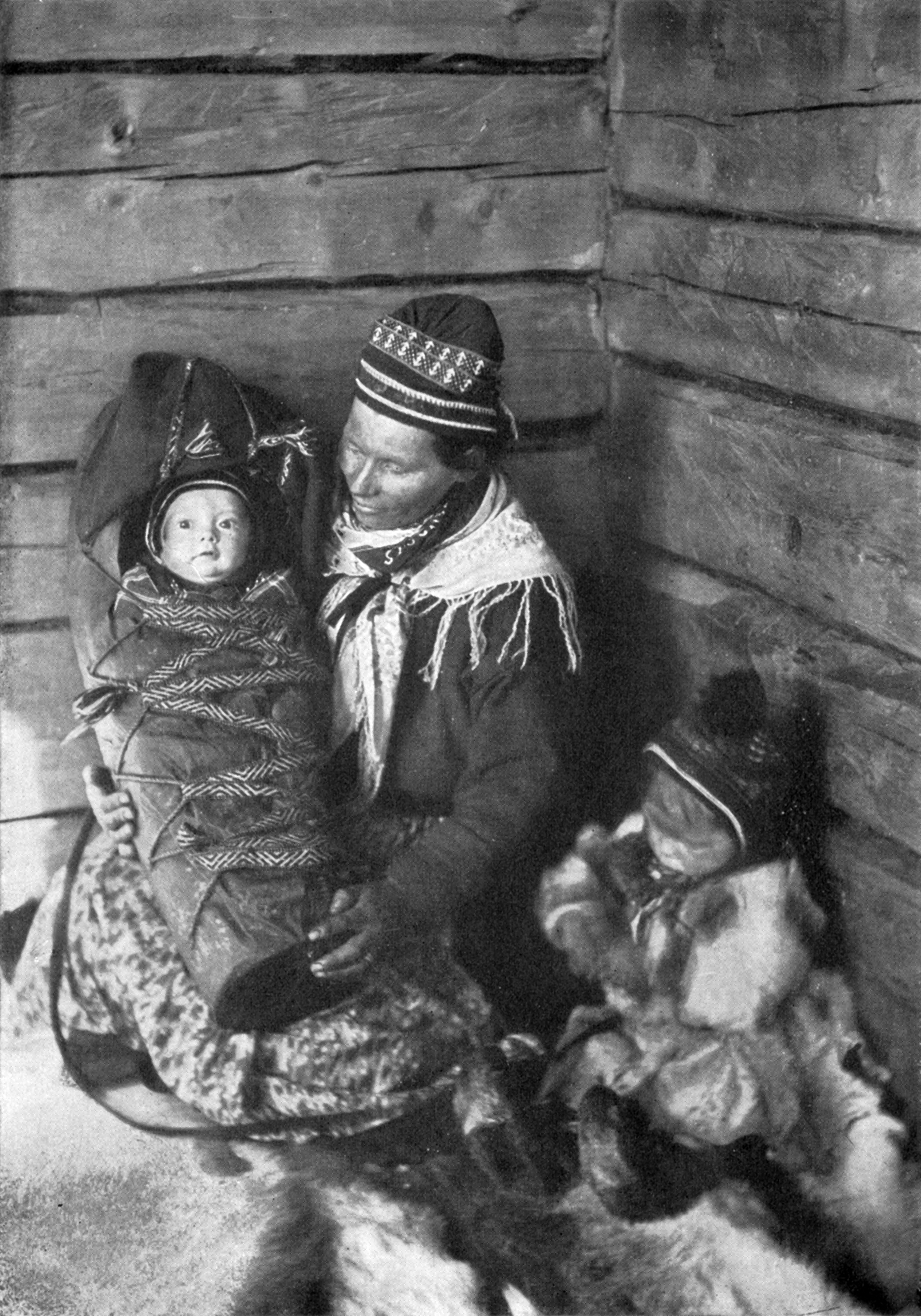
Samische Mutter mit Säugling in der Komse, 1917
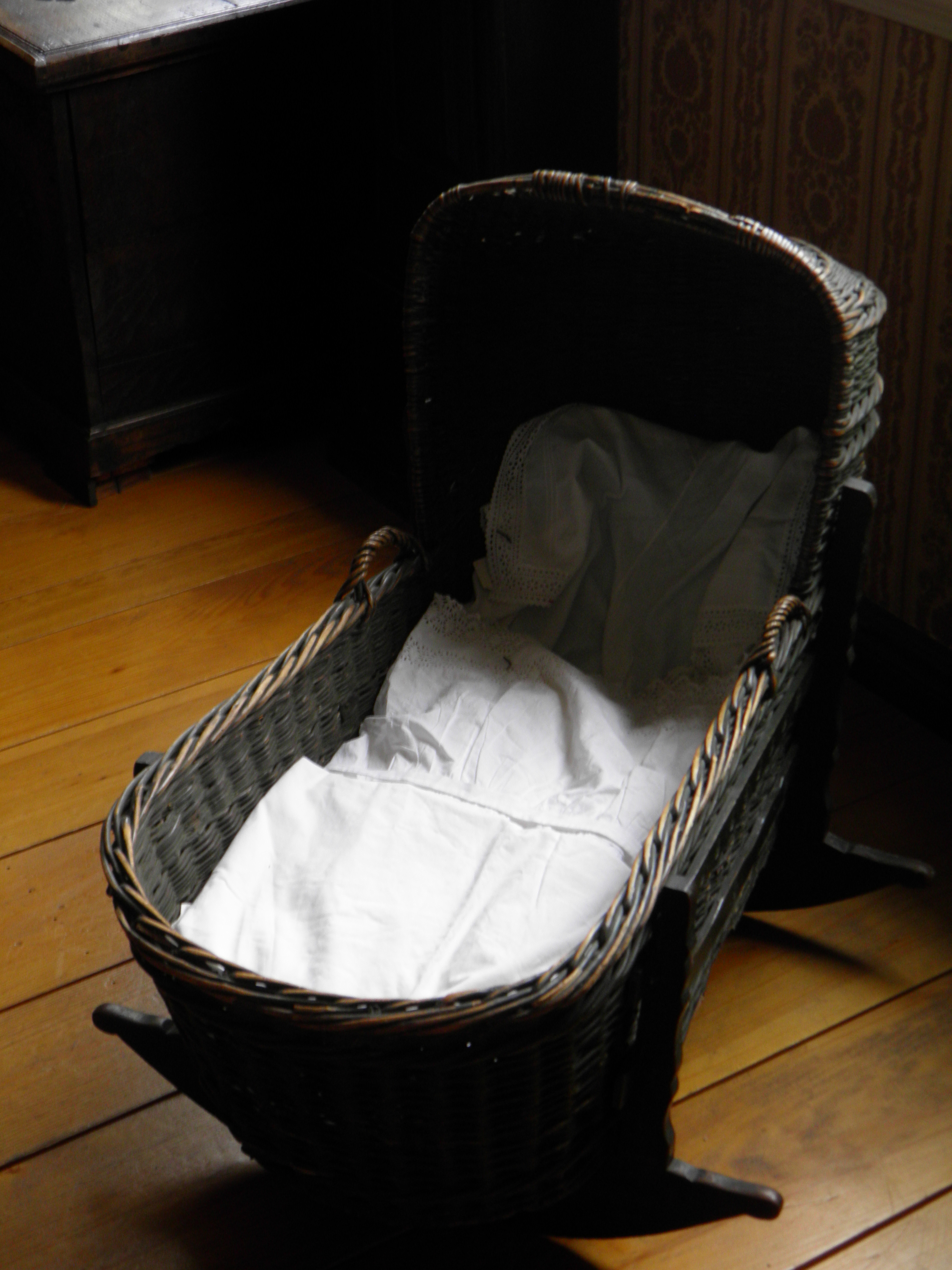
Alte Kinderwiege aus Flechtwerk aus dem 19. Jahrhundert im Haus Cleff (Heimatmuseum) Remscheid
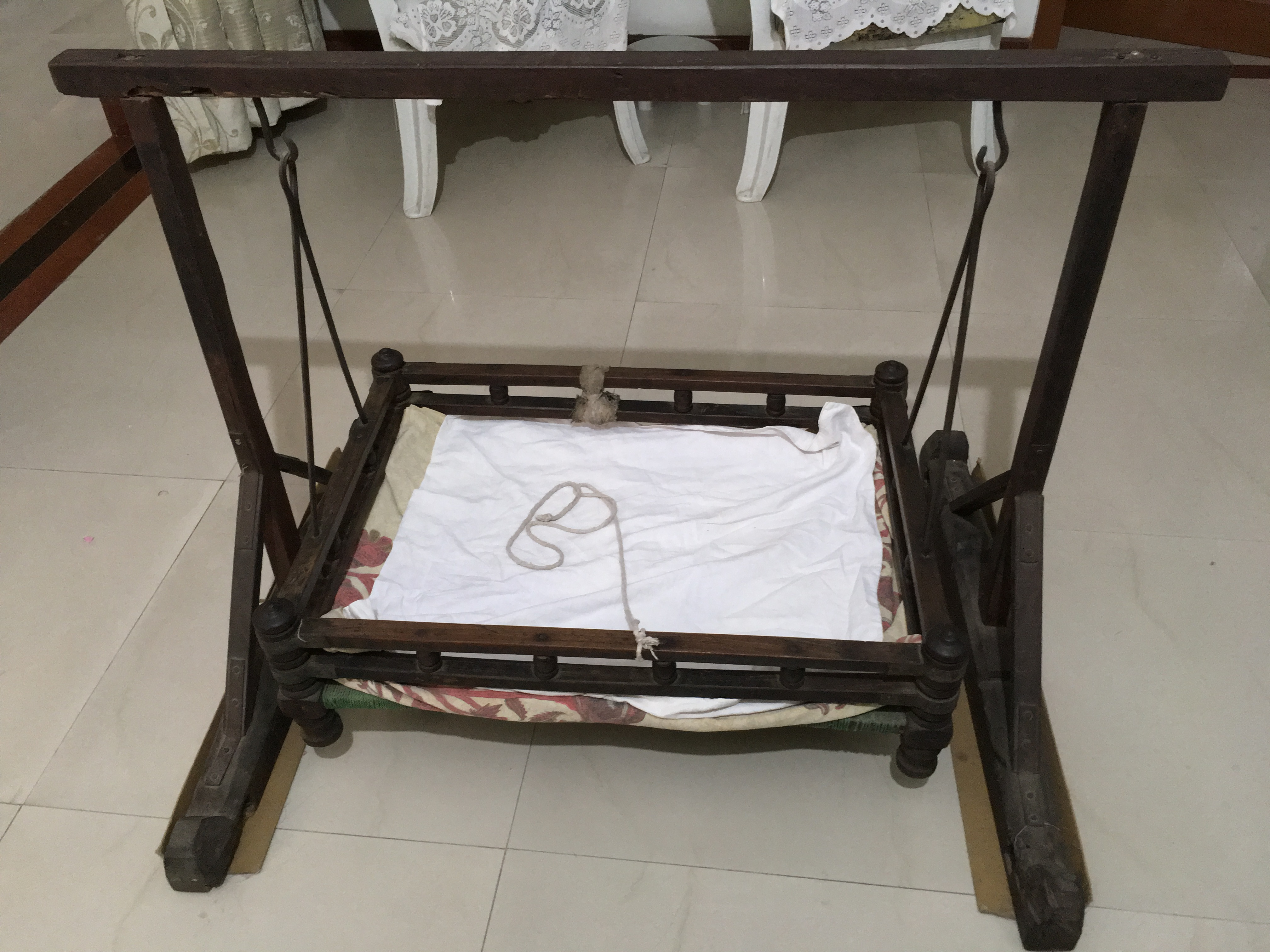
Indische Wiege
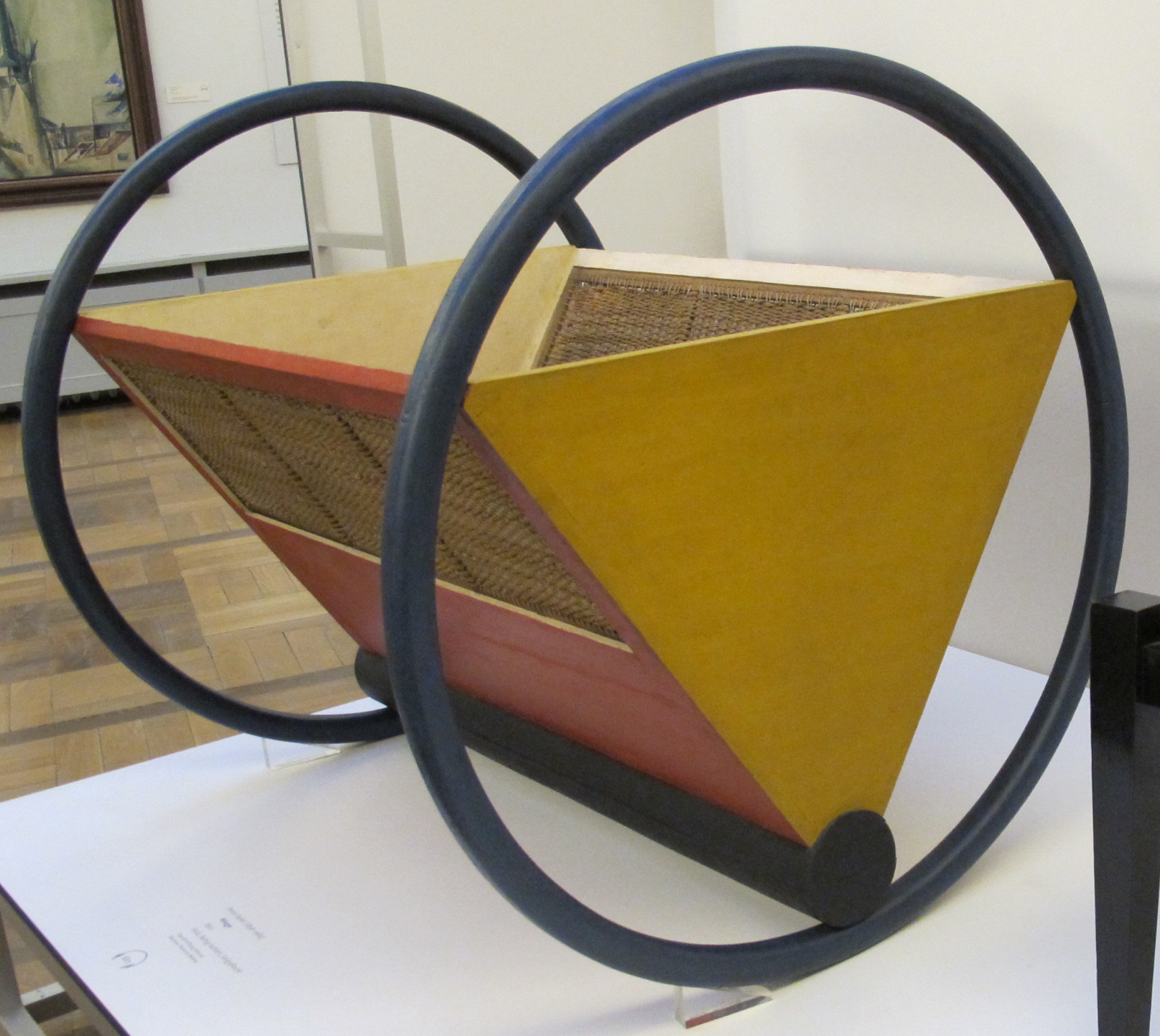
Bauhaus-Wiege